# Yanagawa Shigenobu
Yanagawa Shigenobu est un nom japonais traditionnel ; le nom de famille (ou le nom d'école), Yanagawa, précède donc le prénom (ou le nom d'artiste).
Pour les articles homonymes, voir Shigenobou.
 (juin 2021).
Si vous disposez d'ouvrages ou d'articles de référence ou si vous connaissez des sites web de qualité traitant du thème abordé ici, merci de compléter l'article en donnant les références utiles à sa vérifiabilité et en les liant à la section « Notes et références ».
Yanagawa Shigenobu (柳川 重信, 1787-1833) est un peintre japonais du style ukiyo-e actif à Edo durant l'ère Bunka et au-delà. Il réside à Osaka entre 1822 et 1825. À Edo, il demeure dans le district de Honjo Yanagawa-chō. Il est d'abord l'élève, puis le gendre du maître imprimeur Katsushika Hokusai qui l'adopte finalement pour fils. Il dessine des livres illustrés, des affiches et des surimono. À Osaka, il travaille avec Tani Seikō, un talentueux préparateur et imprimeur.

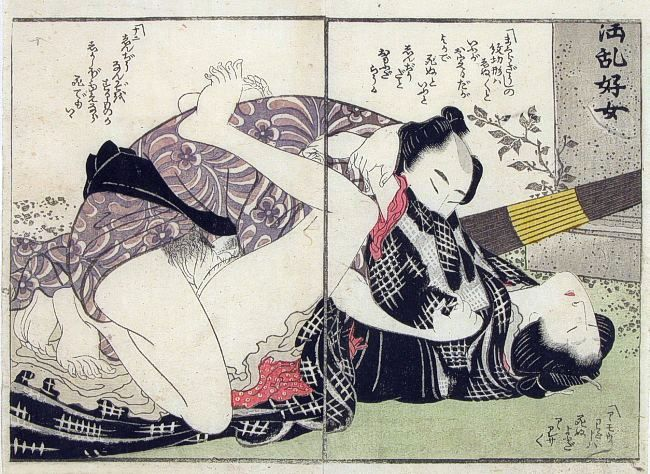
Impression d'une double page d'un livre de shunga par Yanagawa Shigenobu. Taille : chubon; Encre colorée sur papier, ca.1820; Collection privée

Shigenobu est porté sur les thèmes relatifs au théâtre mais certaines de ses meilleures créations à Osaka comportent une série d'estampes ōban de luxe représentant des geisha au cortège « Shinmachi Nerimono » à Osaka et une trentaine de délicats surimono sur des sujets variés (au moins 18 en collaboration avec le « Tsuru-ren » (groupe des grues) de poètes kyōka), sur des bois coupés et imprimés par Seikō.
Kuninao, Shigeharu, Yanagawa Nobusada (Yokinobu), Shigemasa et Shigemitsu comptent parmi ses élèves.